# Cyclosa tuberascens
Cyclosa tuberascens är en spindelart som beskrevs av Simon 1906. Cyclosa tuberascens ingår i släktet Cyclosa och familjen hjulspindlar. Inga underarter finns listade i Catalogue of Life.